# Saures Gas
Ein saures Gas (engl. „acid gas“) ist allgemein ein Gas (oder auch Gasgemisch), welches bei einer Lösung in Wasser eine Säure (bzw. eine schwache Säure) bildet.
Im Besonderen wird auch für noch nicht aufbereitetes, natürlich vorkommendes Erdgas mit signifikanten Anteilen an sauren Gasen die Bezeichnung „saures Gas“ in synonymer Weise verwendet. Erdgas mit einem bedeutenden Gehalt des sauren Gases Schwefelwasserstoff wird hingegen spezifisch Sauergas (engl. „sour gas“) genannt.

## Eigenschaften
Saure Gase sind oft korrosiv und ätzend sowie giftig (bzw. teilweise sogar hochgiftig) und stellen insofern eine Gefahr für den Menschen und die Umwelt dar. Bei der Smog-Katastrophe in London im Jahre 1952 etwa starben tausende Menschen durch die hohe Schwefeldioxid-Konzentration in der Luft.

## Beispiele
Beispiele für saure Gase sind
- Kohlendioxid (bildet Kohlensäure und Hydrogencarbonate in Wasser)
- Schwefeldioxid (bildet Schweflige Säure in Wasser)
- Schwefelwasserstoff
- Chlorwasserstoff (bildet Salzsäure in Wasser)
- Stickstoffdioxid (bildet Salpetersäure in Wasser)
- Cyanwasserstoff (bildet Blausäure in Wasser)
- Bromwasserstoff (bildet Bromwasserstoffsäure in Wasser)
- Selendioxid (bildet Selenige Säure in Wasser)

## Entstehung
Die Entstehungsprozesse sind vielfältig und variieren je nach Gas. Saure Gase können natürlichen Ursprungs sein oder sie können als erwünschte oder unerwünschte Reaktionsgase in industriellen Prozessen entstehen.
Schwefeldioxid entsteht etwa bei der Verbrennung von Kohle und Schweröl, in Müllverbrennungsanlagen, bei der Ziegel- und Zementproduktion sowie bei der Eisen- und Stahlerzeugung.
Selen wird als Zusatz bei der Glasherstellung verwendet und somit wird Selendioxid beim Glasherstellungsprozesses freigesetzt.

## Absorption – Filtration – Auswaschung

### Absorption – Filtration
Um die Freisetzung von sauren Gasen in Verbrennungsanlagen zu unterbinden, wird eine Filtration vorgenommen. Viele saure Gase lassen sich dabei mit Hilfe von Natronlauge absorbieren.

### Schwefelwasserstoff-Auswaschung bei Erdgas
Schwefelwasserstoff ist (neben Kohlenstoffdioxid und Wasser) eine unerwünschte Beimengung des Erdgases. Dieses Gas wird zumeist durch eine Amin-basierte Gaswäsche (zumeist Monoethanolamin und Diethanolamin) abgetrennt und im Claus-Prozess in elementaren Schwefel umgewandelt. Mit den basischen Aminen kann auch das in wässriger Lösung ebenfalls mit Wasser leicht sauer reagierende Kohlenstoffdioxid ausgewaschen werden.